# Steve Neumann
Steve Neumann, né le 2 octobre 1991 à New Hope en Pennsylvanie, est un joueur de soccer américain jouant au poste d'attaquant.

## Biographie
Grâce à ses performances en NCAA avec les Hoyas de Georgetown, Neumann est repêché en quatrième position de la MLS SuperDraft 2014 par le Revolution de la Nouvelle-Angleterre.
Après trois saisons avec les Revs et un temps de jeu en constante diminution, Neumann n'est pas conservé à l'issue de la saison 2016. Il n'est pas sélectionné lors des repêchages intra-ligue et décide de mettre fin à sa carrière de joueur de soccer professionnel le 22 décembre 2016 à seulement vingt-cinq ans.

## Palmarès
Revolution de la Nouvelle-Angleterre
- Finaliste de la Coupe MLS en 2014
- Finaliste de la Coupe des États-Unis en 2016

## Statistiques
| Saison                | Club                                 | Championnat           | Championnat | Championnat | Coupe(s) nationale(s) | Coupe(s) nationale(s) | Compétition(s) continentale(s) | Compétition(s) continentale(s) | Compétition(s) continentale(s) | Séries | Séries | Total | Total |
| Saison                | Club                                 | Division              | M.          | B.          | M.                    | B.                    | Comp.                          | M.                             | B.                             | M.     | B.     | M.    | B.    |
| 2014                  | Revolution de la Nouvelle-Angleterre | MLS                   | 23          | 0           | 3                     | 1                     | -                              | -                              | -                              | 0      | 0      | 26    | 1     |
| 2015                  | Revolution de la Nouvelle-Angleterre | MLS                   | 9           | 0           | 1                     | 0                     | -                              | -                              | -                              | 0      | 0      | 10    | 0     |
| 2016                  | Revolution de la Nouvelle-Angleterre | MLS                   | 4           | 0           | 2                     | 0                     | -                              | -                              | -                              | -      | -      | 6     | 0     |
| Total sur la carrière | Total sur la carrière                | Total sur la carrière | 36          | 0           | 6                     | 1                     | -                              | 0                              | 0                              | 0      | 0      | 42    | 1     |